# 공자관
공자 관(公子寬, ? ~ 1년)은 전한 말기의 제후이다.

## 생애
노 경공의 후손으로, 원시 원년(1년) 6월 병오일, 포노후(褒魯侯)에 봉해져 주나라의 제사를 받들었으나, 곧 죽었다. 시호를 절이라 하였고, 아들 공자상여가 작위를 이었다.

## 출전
- 반고, 《한서》 권18 외척은택후표